# Henry John Carter

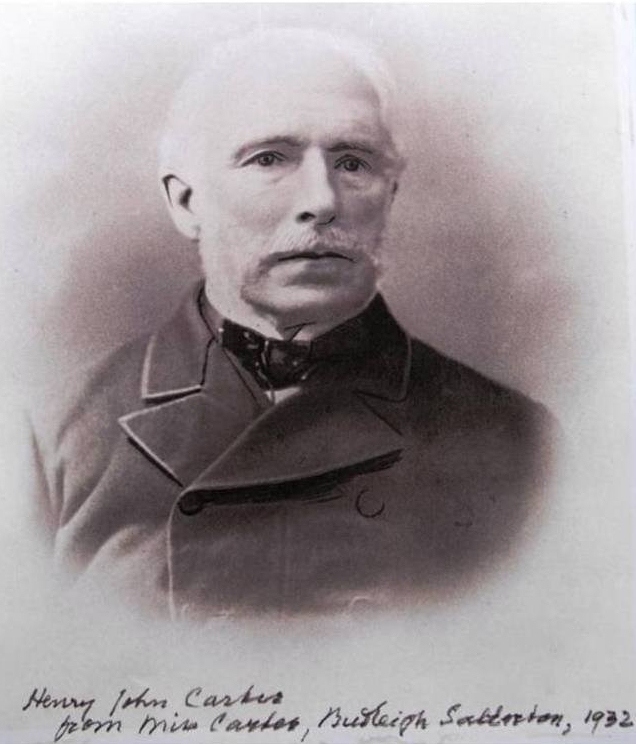
Henry John Carter

Henry John Carter (* 18. August 1813 in Budleigh Salterton in East Devon; † 4. Mai 1895 ebenda) war ein britischer Chirurg, Zoologe, Geologe und Paläontologe.
Carter war ab 16 Jahren am Devon and Exeter Hospital und erhielt 1837 seinen Abschluss in Medizin vom University College London. 1838 wurde er in das College of Surgeons aufgenommen, war ein Jahr Hauschirurg und danach Konservator am Museum des College. 1840 besuchte er die École de Médicine in Paris und 1841 ging er in die Dienste der East India Company (später der britischen Armee). Er wirkte zuerst in Calcutta, von wo aus er über Mauritius nach Bombay zurückkehrte, und 1843 in der Schlacht von Hyderabad unter Charles James Napier. Anschließend folgten mehrere militärische Expeditionen in Wüstengegenden, die zu hohen Opfern unter den Soldaten führten. Von 1844 bis 1846 war er auf dem Vermessungsschiff Palinurus in den Gewässern Südarabiens und danach Chirurg (Assistant Civil Surgeon) in Bombay (zuletzt als Surgeon-Major). Daneben war er Mitglied wissenschaftlicher Gesellschaften wie der Sektion Bombay der Royal Asiatic Society, deren Honorary Secretary er war. 1851 wurde er Ehren-Sekretär des Komitees für Bombay  für die Weltausstellung in London und 1854 für diejenige in Paris. 1859 stand er einem Komitee für die Einrichtung des Economic Museum vor, wurde Präsident der Medical and Physical Society, wurde Fellow der Universität Bombay und Friedensrichter. 1862 ging er wieder nach England und ließ sich in seinem Geburtsort an der Küste von Devon nieder. Er heiratete 1864 die Irin Anne Doyle, mit der er eine Tochter hatte. 1888 erlitt er einen Schlaganfall, der Sehkraft und Sprachvermögen einschränkte.
Er forschte über die Geologie und Paläontologie des Westens von Indien und auf zoologischem Gebiet, insbesondere Schwämme und Foraminiferen. Aus seiner Zeit auf der Palinurus veröffentlichte er 1852 im Journal der Sektion Bombay der Royal Asiatic Society seine Beobachtungen zur Geologie Südarabiens. Er veröffentlichte eine Summary of the geology of India between the Ganges, the Indus and Cape Comorin, allerdings kannte er selbst nur die Gesteinsformationen eines kleinen Teils von Indien aus persönlicher Anschauung und musste sich auf die Beobachtungen lokaler Helfer mit mehr oder weniger großer geologischer Vorbildung verlassen. 1857 gab er im Auftrag der Regierung von Bombay die Geological Papers of Western India heraus. Seine letzte Veröffentlichung von 1889 war über einen Vergleich rezenter und fossiler Schwämme und er klassifizierte Schwämme in der zoologischen Sammlung des British Museum, wozu er von John Edward Gray herangezogen wurde. Dabei half ihm sein Geschick am Mikroskop und sein Zeichentalent.
1859 wurde er Fellow der Royal Society, deren Royal Medal er 1872 erhielt. Er war korrespondierendes Mitglied der Academy of Natural Sciences in Philadelphia und der Boston Society of Natural History.